# Selección masculina de rugby 7 de Fiyi
La selección masculina de rugby 7 de Fiyi es el equipo representativo de Fiyi que compite en diversos torneos internacionales y mundiales de rugby 7.
Es una de las selecciones más exitosas de la modalidad. Ha participado en todas las ediciones de la Copa del Mundo, resultando campeón en 1997 y 2005, y tercero en 1993, 2001 y 2013. El equipo ganó las medallas de oro en los Juegos Olímpicos de 2016 y en los de 2020.
Asimismo, ha disputado todas las temporadas de la Serie Mundial, obteniendo el campeonato en 2005-06, 2014-15, 2015-16 y 2018-19, y el subcampeonato en cinco oportunidades. Ha ganado 46 torneos (él último en Singapur 2025), por lo que se coloca en el segundo puesto en el historial.
Fiyi ganó el Seven de Hong Kong en 19 ediciones desde la edición inaugural en 1976.
Entre los jugadores de Fiyi se destacan Nasoni Roko, William Ryder, Emosi Vucago, Vilimoni Delasau, Waisale Serevi y Sireli Naqelevuki.

## Palmarés
- Copa del Mundo (3): 1997, 2005, 2022

- Juegos Olímpicos (2): 2016, 2020

- Juegos Mundiales (3): 2001, 2005, 2009

- Juegos del Pacífico (6): 1999, 2003, 2007, 2015, 2019, 2023

- Oceania Sevens (5): 2014, 2016, 2017, 2018, 2021

- Seven de Hong Kong (10): 1977, 1978, 1980, 1981, 1984, 1990, 1991, 1992, 1998, 1999.

- Serie Mundial (4): 2005-06, 2014-15, 2015-16, 2018-19
  - Seven de Hong Kong (8): 2009, 2012, 2013, 2015, 2016, 2017, 2018, 2019
  - Seven de Australia (6): 2000, 2007, 2011, 2012, 2014, 2020
  - Seven de Nueva Zelanda (5): 2000, 2006, 2010, 2018, 2019
  - Seven de Sudáfrica (4): 1999, 2002, 2005, 2018
  - Seven de Londres (4): 2006, 2012, 2018, 2019
  - Seven de Singapur (4): 2006, 2018, 2022, 2025
  - Seven de Estados Unidos (3): 2007, 2015, 2016
  - Seven de Dubái (3): 2013, 2015, 2024
  - Seven de Japón (2): 2000, 2014
  - Seven de Escocia (2): 2009, 2015
  - Seven de Mar del Plata (2): 2000, 2002
  - Seven de Francia (2): 2019, 2022
  - Seven de Canadá (1): 2018

## Participación en copas
| - Edimburgo 1993: 3º puesto - Hong Kong 1997: Campeón - Mar del Plata 2001: 3º puesto - Hong Kong 2005: Campeón - Dubái 2009: 5º puesto - Moscú 2013: 3º puesto - San Francisco 2018: 4º puesto - Ciudad del Cabo 2022: Campeón - Serie Mundial 99-00: 2º puesto (180 pts) - Serie Mundial 00-01: 3º puesto (124 pts) - Serie Mundial 01-02: 4º puesto (122 pts) - Serie Mundial 02-03: 3º puesto (94 pts) - Serie Mundial 03-04: 4º puesto (84 pts) - Serie Mundial 04-05: 2º puesto (88 pts) - Serie Mundial 05-06: 1º puesto (144 pts) - Serie Mundial 06-07: 2º puesto (128 pts) - Serie Mundial 07-08: 4º puesto (94 pts) - Serie Mundial 08-09: 2º puesto (102 pts) - Serie Mundial 09-10: 4º puesto (108 pts) - Serie Mundial 10-11: 4º puesto (122 pts) - Serie Mundial 11-12: 2º puesto (161 pts) - Serie Mundial 12-13: 3º puesto (121 pts) - Serie Mundial 13-14: 3º puesto (144 pts) - Serie Mundial 14-15: 1º puesto (164 pts) - Serie Mundial 15-16: 1º puesto (181 pts) - Serie Mundial 16-17: 3º puesto (150 pts) - Serie Mundial 17-18: 2º puesto (180 pts) - Serie Mundial 18-19: 1º puesto (186 pts) - Serie Mundial 19-20: 3º puesto (83 pts) - Serie Mundial 20-21: no participó - Serie Mundial 21-22: 3º puesto (122 pts) - Serie Mundial 22-23: 3º puesto (156 pts) - SVNS 23-24: 3º puesto - SVNS 24-25: 7° puesto - Río 2016: 1º puesto - Tokio 2020: 1º puesto - París 2024: 2º puesto | - Akita 2001: 1º puesto - Duisburgo 2005: 1º puesto - Kaohsiung 2009: 1º puesto - Cali 2013: no participó - Kuala Lumpur 1998: 2º puesto - Mánchester 2002: 2º puesto - Melbourne 2006: 3º puesto - Delhi 2010: no participó - Glasgow 2014: no participó - Gold Coast 2018: 2º puesto - Birmingham 2022: 2º puesto - Santa Rita 1999: 1º puesto - Suva 2003: 1º puesto - Apia 2007: 1º puesto - Numea 2011: 2º puesto - Puerto Moresby 2015: 1º puesto - Apia 2019: 1º puesto - Oceania Sevens 2008: no participó - Oceania Sevens 2009: no participó - Oceania Sevens 2010: no participó - Oceania Sevens 2011: 2º puesto - Oceania Sevens 2012: no participó - Oceania Sevens 2013: 2º puesto - Oceania Sevens 2014: Campeón - Oceania Sevens 2015: no participó - Oceania Sevens 2016: Campeón - Oceania Sevens 2017: Campeón - Oceania Sevens 2018: Campeón - Oceania Sevens 2019: 2º puesto - Oceania Sevens 2021: Campeón |